# Кордон між Аргентиною та Чилі
Кордон між Аргентиною та Чилі — міждержавний кордон між Чилі і Аргентиною протяжністю 5 308 км. Є найдовшим міжнародним кордоном Південної Америки і третім за протяжністю у світі після кордону між Канадою та США та кордону між Казахстаном та Росією. Маючи довжину 5308 кілометрів, він відокремлює Аргентину від Чилі вздовж Анд і на островах Вогненної Землі.